# Plissé

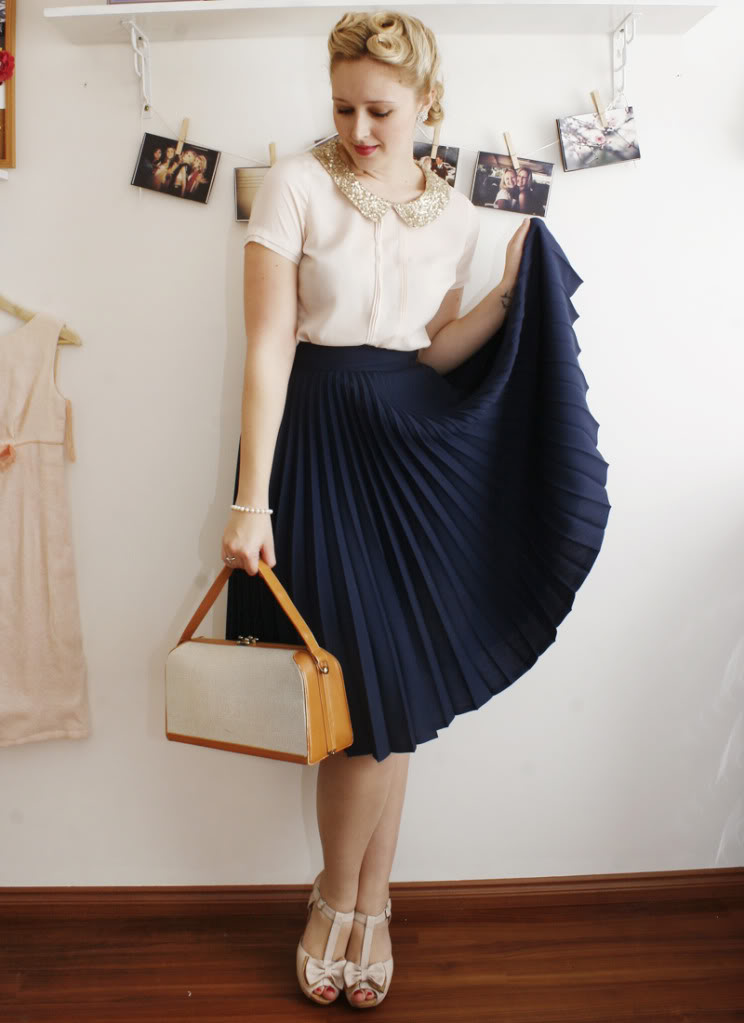
Kvinna iförd plisserad kjol.

Plissé, även plissering (franska plisser, ”vecka”), är en tät strykfri veckbildning av tyg, som i huvudsak används till kjoltyg. Vecken formas genom pressning på stark värme.
Med konstfibrernas accelererande insteg under 1950-talet blev plisserade kjolar populära. I slutet av 2010-talet blev den plisserade kjolen återigen mode.

## Galleri

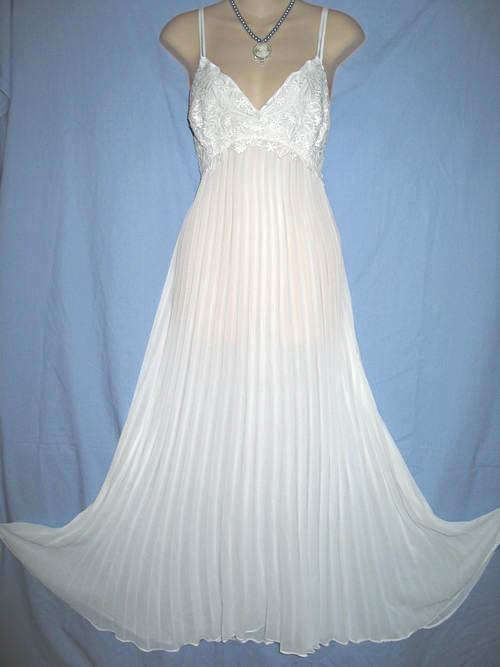
Plisserat nattlinne.
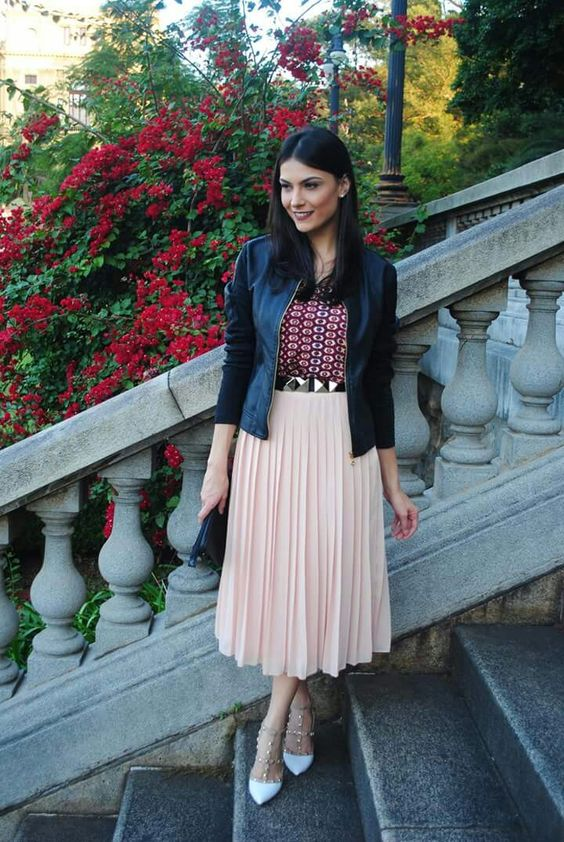
Kvinna iförd plisserad ljusrosa kjol.
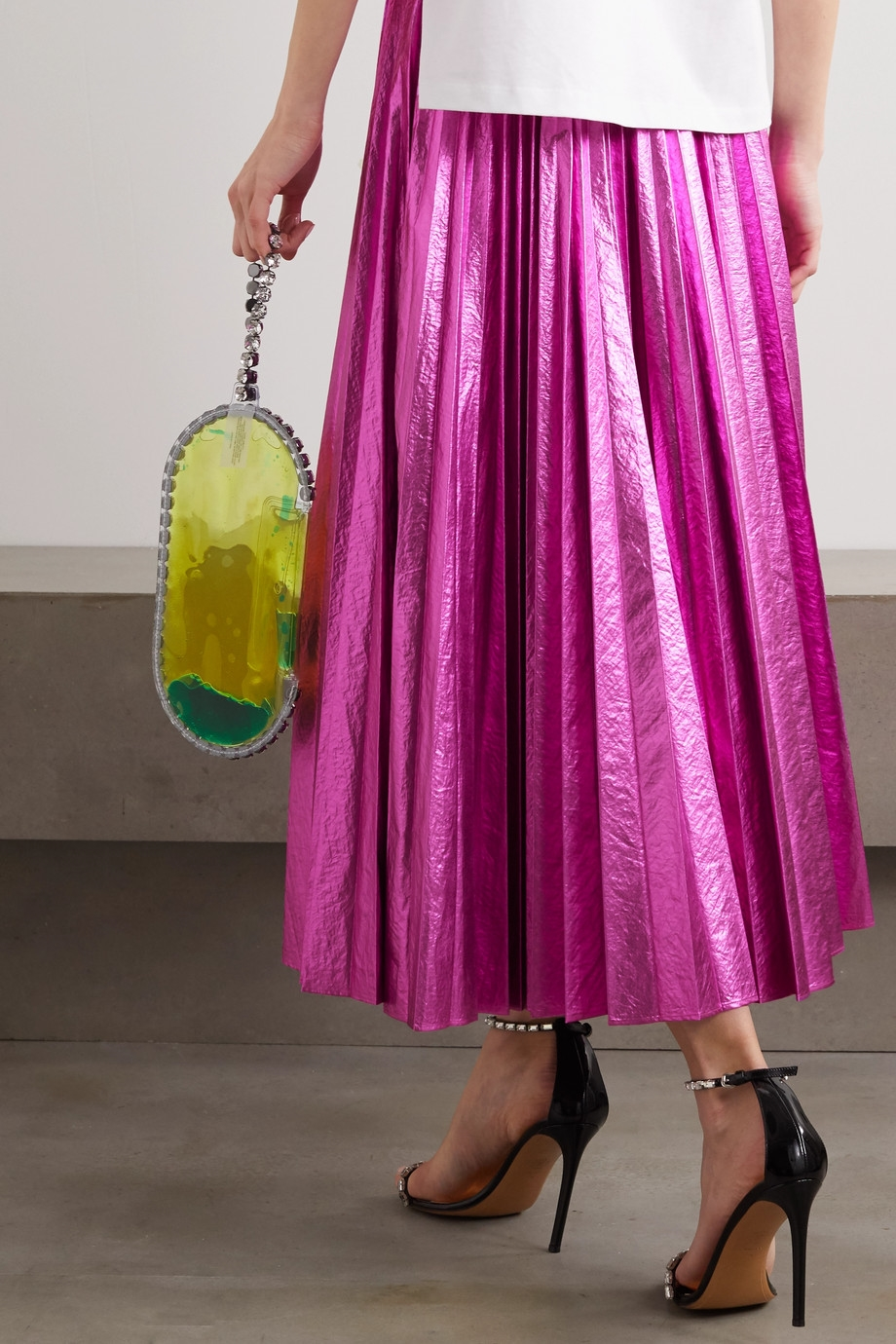
Plisserad kjol i magenta.